# Crime de lèse-nation
 (février 2017).
Le crime de lèse-nation qualifie les desseins nuisibles à la nation. Le crime de lèse-nation remplaça sous la Révolution le crime de lèse-majesté.
Le 30 novembre 1789, on décréta de crime de lèse-nation : Charles-Eugène de Lorraine, Pierre-Victor de Besenval de Brünstatt, Charles Marie Auguste Joseph de Beaumont, comte d'Autichamp, Victor-François de Broglie (1718-1804), Charles Louis François de Paule de Barentin garde des Sceaux, Louis Pierre de Chastenet de Puységur ministre de la Guerre. Ils furent suspectés d'avoir eu l'intention de faire mitrailler la foule des émeutiers «paisiblement» employée à prendre la Bastille.
Augeard, à l'origine d'un projet qui avait pour but l'enlèvement de Louis XVI de France afin de le mettre en sécurité à Metz, Thomas de Mahy de Favras qui projetait de recruter une armée pour faire fuir Louis XVI et l'emmener loin de Paris sous la protection de cette armée à Péronne, l'abbé Douglas et Régner qui avaient levé des personnes pour accompagner le souverain dans sa fuite, le chevalier de Reutlge qui aurait essayé d'empêcher les boulangers de faire leur pain, un nommé Deschamps, qui fut accusé de manigancer un complot dont le but était d'empêcher les fermiers de battre et de vendre leur grain, les auteurs et leurs complices qui tentèrent d'attenter à la vie du roi lors des Journées des 5 et 6 octobre 1789. Le délire de persécution provoqua une exécution, celle de Thomas de Mahy de Favras, le 19 février 1790.